# Kościół św. Tomasza Apostoła w Kietrzu
Kościół świętego Tomasza Apostoła – rzymskokatolicki kościół parafialny należący do dekanatu Kietrz diecezji opolskiej.

## Historia i architektura
Obecna świątynia została zbudowana w latach 1720–1722. Jest to budowla wzniesiona w stylu romańskim z okrągłymi stylowymi łukami. Na resztkach spalonego w 1694 roku kościoła zostało dostawione w tych latach prezbiterium i wieża główna, o wysokości 49 metrów, pod którą jest umieszczone główne wejście do świątyni. Poza tym do budowli wchodzi się przez dwa wejścia boczne z kruchtami, które są umieszczone w połowie kościoła. Po przeciwnej stronie budynku, nad prezbiterium została zbudowana również wieżyczka. Wspomniana wcześniej wieża posiada taką samą metrykę jak nawa główna, czyli ma około 500 lat. Liczne pożary, które ciągle niszczyły świątynię, doprowadziły do jej ciągłych remontów. Osadzona jest na niej ośmiokątna kolumna wybudowana w 1722 roku. Wysoka nakładka wieży była wyższa niż współcześnie. Została jednak strącona przez wiatr i zastąpił ja daszek. W 1875 roku duża wieża została nakryta blachą, a złotą gałkę umieścił na niej Leopold Wemer z Kietrza. W 1926 roku krzyże i gałki zostały ponownie pokryte złotem.
Poza tym nad sklepieniami są umieszczone również mniejsze wieżyczki. Długość świątyni od portalu głównego do ołtarza we wnętrzu to 45,5 metrów, z kolei szerokość to 17,5 metrów. Podłoga jest złożona z prawie 2000 płyt kamiennych. Dach na początku nakryty był gontem, a w 1845 roku został zastąpiony dachówką ceramiczną. Na początku XX wieku został przeprowadzony remont świątyni, z kolei w latach dziewięćdziesiątych dach został nakryty miedzią. Budowla jest wyposażona w instalację przeciwgromową, założoną w końcu XIX wieku po uderzeniu pioruna. Od 1795 roku na wieży jest umieszczony zegar. Na początku był wyposażony w dwa cyferblaty od strony wschodniej i zachodniej i został wykonany przez Gottlebe Klose z Wrocławia. W 1869 roku Heinrich Keller umieścił mechanizm pod dzwonami. Na początku XX wieku na wieży został umieszczony nowy zegar wyposażony w 4 cyferblaty, które do czasów współczesnych wskazują parafianom czas.

## Galeria

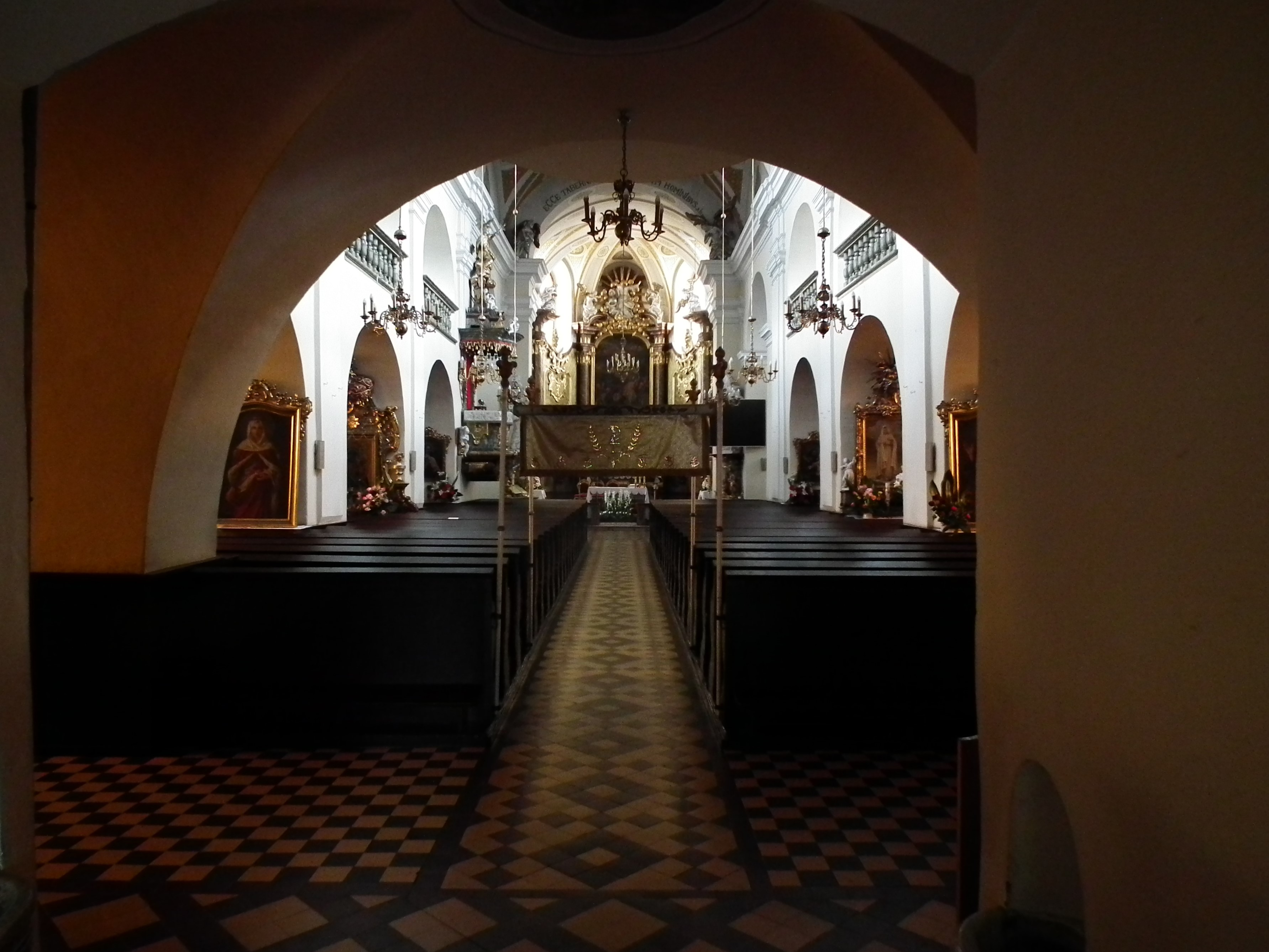
Wnętrze i ołtarz
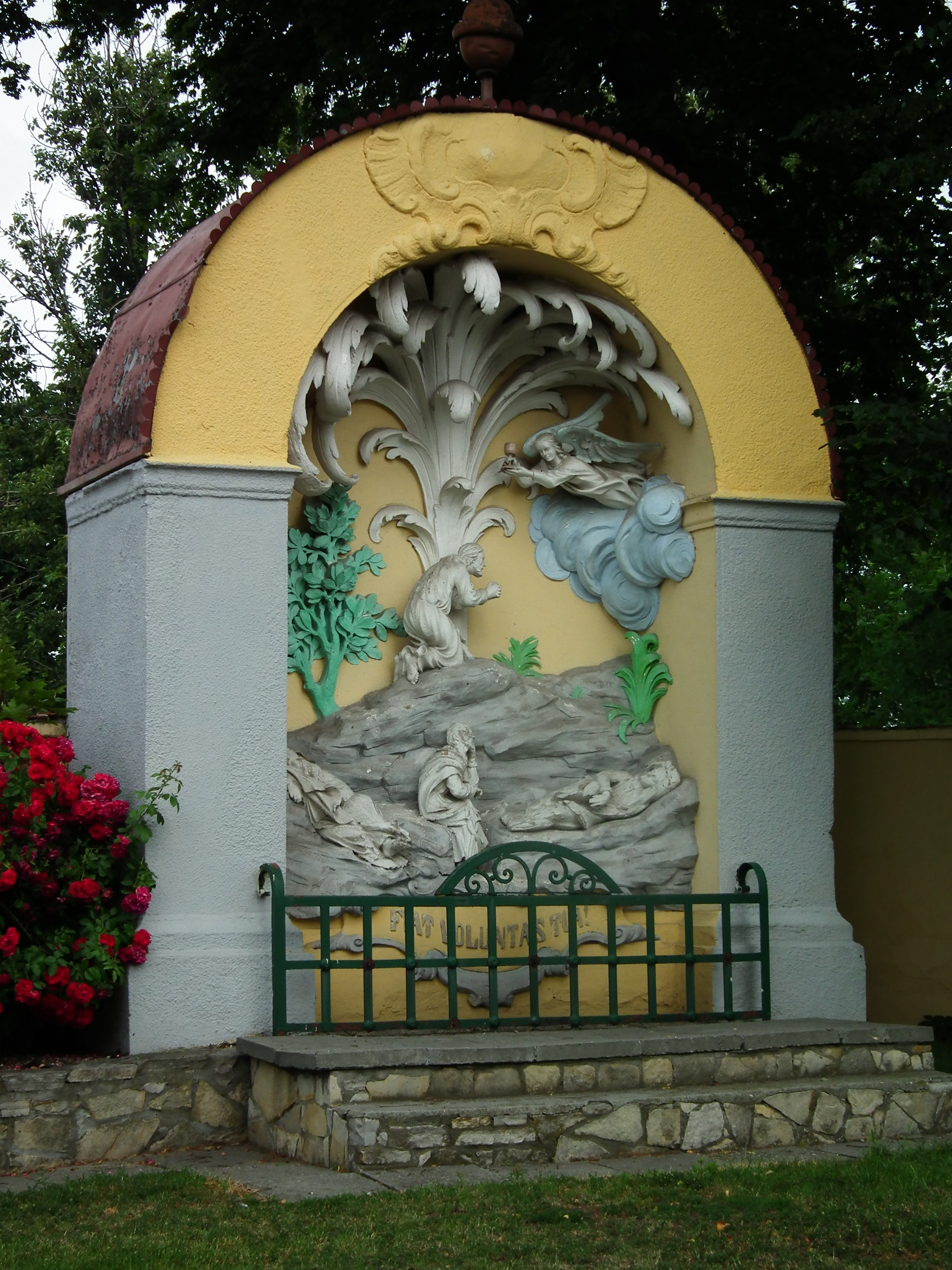
Kaplica ogrójcowa
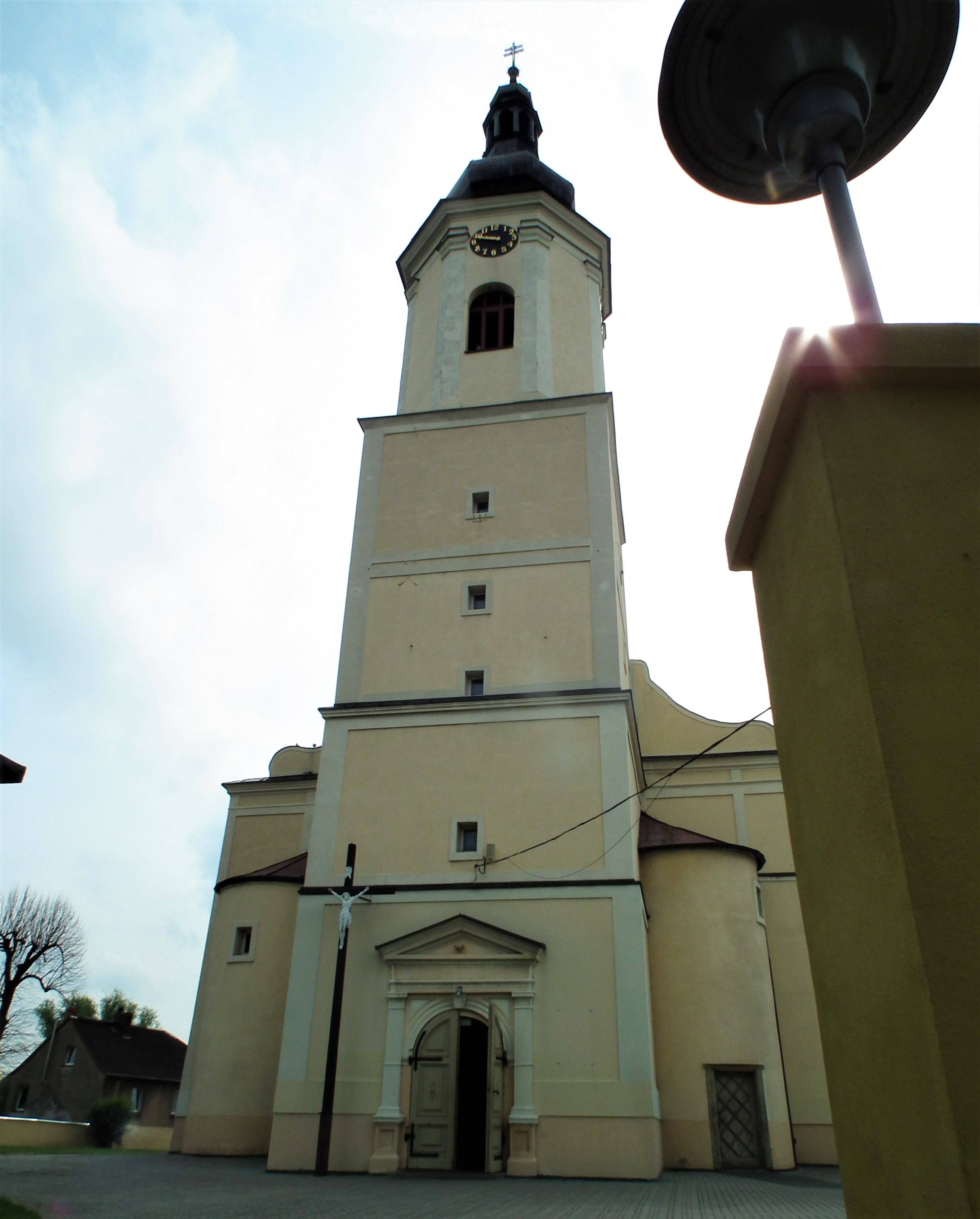
Wieża